# SN 2005hj
SN 2005hj – supernowa typu Ia odkryta 1 listopada 2005 roku w galaktyce A012648-0114. Jej maksymalna jasność wynosiła 17,40m.